# Mario Amadori
Mario Amadori (Verona 1886-Modena 1941) fue un químico italiano que estudió química en la Universidad de Padua. Tras su graduación en 1908, trabajó en el Instituto de Química General de la misma universidad, como asistente del Profesor Bruni, hasta 1926 cuando fue elegido Profesor del Instituto Farmacéutico de Módena (Universidad de Módena), del cual fue rector en 1940. Trabajó y publicó varios textos de Química general, la Química inorgánica, Química farmacéutica. Publicó varios artículos científicos en el periodo 1909-1935.,,, Murió repentinamente en 1941.
Es conocido por dar nombre a una reacción química entre carbohidratos de tipo aldosa con compuestos nitrogenados con grupos amina, conocida como rearregló o transposición de Amadori. Los compuestos de Amadori son productos de la transposición de glicosilaminas y son compuestos intermediarios en la reacción de Maillard.,